# Mormopterus minutus
Mormopterus minutus là một loài động vật có vú trong họ Dơi thò đuôi, bộ Dơi. Loài này được Miller mô tả năm 1899.